# 晶閘管

單向晶閘管SCR的電路符號及引脚说明

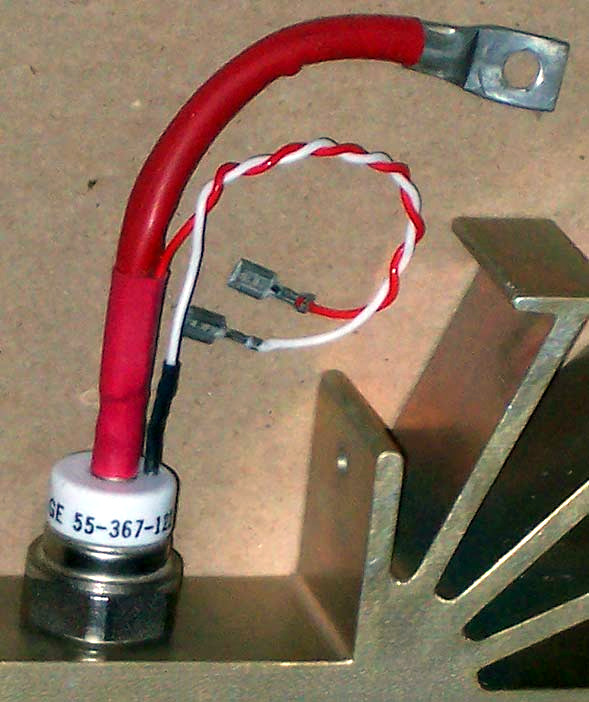
一枚裝載散熱器上的SCR， 耐壓1200V最大電流100A， 小接線是用來做閘極觸發控制

晶體閘流管（英語：Thyristor），簡稱晶闸管，指的是具有四層交錯P、N層的半導體裝置。最早出現與主要的一種是矽控整流器（Silicon Controlled Rectifier，SCR），中國大陸通常簡稱可控硅，又稱半導體控制整流器，是一種具有三個PN結的功率型半導體器件，为第一代半导体电力电子器件的代表。晶閘管的特點是具有可控的單向導電，即與一般的二極體相比，可以對導通電流進行控制。晶閘管具有以小電流（電壓）控制大電流（電壓）作用，并體積小、輕、功耗低、效率高、開關迅速等優點，廣泛用於無觸點開關、可控整流、逆變、調光、調壓、調速等方面。

## 发展历史
半导体的出现成为20世纪现代物理学其中一项最重大的突破，标志着电子技术的诞生。而由于不同领域的实际需要，促使半导体器件自此分别向两个分支快速发展，其中一个分支即是以集成电路为代表的微电子器件，特点为小功率、集成化，作为信息的检出、传送和处理的工具；而另一类就是电力电子器件，特点为大功率、快速化。1955年，美国通用電氣公司发表了世界上第一个以硅单晶为半导体整流材料的硅整流器（SR），1957年又发表了全球首个用于功率转换和控制的可控硅整流器（SCR）。由于它们具有体积小、重量轻、效率高、寿命长的优势，尤其是SCR能以微小的电流控制较大的功率，讓半导体电力电子器件成功从弱电控制领域进入了强电控制领域、大功率控制领域。在整流器的应用上，晶闸管迅速取代了水银整流器（引燃管），使得整流器固体化、静止化和无触点化，并顯著的节省能源。从1960年代开始，由普通晶闸管相继衍生出了快速晶闸管、光控晶闸管、不对称晶闸管及双向晶闸管等各种特性的晶闸管，形成一个庞大的晶闸管家族。
但晶闸管本身存在两个制约其继续发展的重要因素。一是控制功能上的欠缺，普通的晶闸管属于半控型器件，通过閘极（控制極）只能控制其开通而不能控制其关断，導通後控制極即不再起作用，要关断必須切断電源，即令流過晶闸管的正向電流小於維持電流。由于晶闸管的关断不可控的特性，必须另外配以由电感、电容及辅助开关器件等组成的强迫换流电路，从而使装置体积增大，成本增加，而且系统更为复杂、可靠性降低。二是因为此类器件立足于分立元件结构，开通损耗大，工作频率难以提高，限制了其应用范围。1970年代末，随着可關斷晶闸管（GTO）日趋成熟，成功克服了普通晶闸管的缺陷，标志着电力电子器件已经从半控型器件发展到全控型器件。

## 类型
晶閘管一詞有時單指SCR；有時泛指具有四層或以上交錯P、N層的半導體裝置，如單向晶閘管（SCR）、雙向晶閘管（TRIAC）、可關斷晶閘管（GTO）、SIT、及其他種類等。
單向晶閘管是PNPN四層結構，形成三個PN結，可以等效為PNP、NPN兩晶體管組成的複合管，具有三個外電極：陽極A（Anode），陰極C（Cathode）和控制極G（Gate）。在A、C之間加上正電壓後，管子並不導通；當控制極G加上正電壓（相對於陰極C而言）後才導通；此時再去掉控制極的電壓，管子依然能夠保持導通。
雙向晶閘管可以等效為兩個單向晶閘管反向並聯。因雙向晶閘管正負雙向均可以控制導通，故控制極G外的另外兩個電極不再稱陰極陽極，而改稱為主電極MT1、MT2或T1、T2。當G與MT1間給予適當的訊號時，MT2與MT1間即可導通。

## 参看
- 可關斷晶閘管（GTO, Gate Turn-Off thyristor）
- 絕緣閘異極晶狀管（IGBT, Insulated Gate Bipolar Transistor）
- 閘流體驅動器